# Eric John Kaiser
Pour les articles homonymes, voir Kaiser.
Eric John Kaiser (né à Boulogne-Billancourt, France le 8 novembre, 1973) est un auteur-compositeur-interprète originaire de Paris basé à Portland, Oregon.

## Biographie
Eric John Kaiser a déménagé de Paris à Portland (Oregon) en 2006. Depuis, sa chanson L’Odyssée a été sélectionnée pour faire partie de la compilation PDX Pop Now! et la radio de Seattle KEXP-FM a joué plusieurs de ses chansons. Il a également sorti 2 albums : L'Odyssée en 2006, enregistré à Paris au studio de Philippe Baïa (studio utilisé également par Sony Music/V2 records), et le second French Troubadour en 2009, enregistré à Portland à Type Foundry Studio (où les The Decemberists, Spoon, M. Ward, Jolie Holland et Alela Diane ont également enregistrés des albums).
French Troubadour a reçu des critiques positives sur plusieurs media comme OPB Music, The Oregonian, Willamette Week et The Portland Mercury. Cet album également été à sa sortie sélectionné et distribué par la Fnac pour faire partie des Indétendances.
Zach Mann de OPB Music a écrit à propos du second album d’Eric John Kaiser : « Ce disque contient un éventail de très bonnes chansons pop/rock à l’ancienne, écrites de main de maître et racontant des histoires entrainantes ». En 2009, il assurait la première partie des Stereophonics au Wonder Ballroom à Portland et en 2010 il enregistra un nouveau disque 4 titres à 8Ball Studio Portland Rendez-Vous. En 2011, il faisait la première partie du groupe français Revolver à Mississippi Studios à Portland.
Eric John Kaiser est souvent en tournée et retourne en France une fois par an pour faire des concerts. À Paris il a déjà joué au Festival Solidays, à La Scène Bastille, à la Guinguette Pirate, à la Bellevilloise et pour la Fête de la musique à la station de métro Ménilmontant pour un concert en plein air. Il a également assuré la première partie de Tété à la coopérative de Mai à Clermont-Ferrand, à l’EMB de Sannois, à Strasbourg, Cholet, Roubaix avec Emily Loizeau, Saint Adresse et en Belgique à Bruxelles, Liège et Namur.
En mars 2010 il a tourné à travers les États-Unis et le Canada où il a fait des concerts au Smithsonian Institute à Washington DC, en Louisiane, à Minneapolis et à Calgary et Winnipeg. La même année, il faisait une tournée sur la Côte Ouest des États-Unis, de Portland à San Diego et se produisait au DeYoung Museum à San Francisco dans le cadre d’une exposition d’œuvres impressionnistes du Musée d'Orsay de Paris. À la fin de l’année, de retour en France, il fut interviewé sur Direct 8, France Inter, et Virgin Radio.
Début 2011, il était sur les routes de l’Idaho, de l’Utah, du Montana, et de l'État de Washington où plusieurs journaux parlaient de lui dont le Missoula Independent et le Boise Weekly. En mars, il était en concert à Boston, Providence, et New York.
En 2011, en plus de sa carrière de musicien, Eric a également aidé à la réalisation artistique du premier album de Kory Quinn Waitin’ for a train, musicien folk basé à Portland et il est apparu en tant que figurant dans la série Grimm de NBC.
Le 23 mars 2012 il sort son troisième album Dehors c’est l’Amérique (Outside, it’s America) coproduit et enregistré par Rob Stroup à 8ball studio à Portland. Après avoir joué à guichets fermés dans le club de Jazz Jimmy Mak's à Portland pour célébrer la sortie de ce nouveau disque, Eric John Kaiser partira pour trois mois en tournée en Louisiane, en Californie, dans l'Oregon, l'Idaho, dans l'état de Washington et à Vancouver BC au Canada.
En novembre 2012, il sort un quatre titres du nom de 1+1=Freedom célébrant sa récente union avec Patti Kaiser. Ce disque est composé de chansons acoustiques en duo avec son épouse au piano.
En 2013, Eric John Kaiser repart sur les routes du continent Nord Américain tournant sur la Côte Est, au Canada, dans le Montana, l'Idaho, l'Oregon et l'état de Washington. Il fait aussi la première partie des Stereophonics avec son groupe à Portland et à Seattle. En juin, il joue au Sentier des Halles à Paris.
En Mai 2014, Kaiser part s'isoler dans un vieil hôtel au fin fond de l'Idaho à Lava Hot Springs pour y écrire des chansons. De retour à Portland, quelques semaines plus tard, il enregistre ces chansons avec son groupe en studio. Il en sort un nouvel album qui s'appellera sans surprise Idaho. Celui-ci sort le 25 octobre 2014. Kenton Waltz réalisera le premier vidéo clip Idaho extrait de ce nouveau disque.
En 2015, Eric John Kaiser participe à deux festivals de chansons francophones : le Festival en chanson de Petite-Vallée en Gaspésie mais également les Franco-fêtes à Moncton, au Nouveau-Brunswick en octobre. Un an plus tard, à l'été 2016, il retournera en Gaspésie à Carleton-sur-Mer au Studio Tracadièche pour enregistrer son 5e album Made in Gaspésie avec l'aide de Guillaume Arsenault (réalisation) et Jonny Arsenault (guitares). Ce nouveau disque sortira le 24 septembre 2017 et se classera 14e (catégorie World) dans le classement Billboard aux USA et au Canada.
Le réalisateur David Basso réalisera 2 vidéo-clips pour ce nouvel opus : Terre brûlée et Une place au soleil.

## Discographie
Albums
- Made in Gaspésie (2016)
- Idaho (2014)
- French Troubadour (2009)
- Dehors c’est l’Amérique (Outside, it’s America) (2012)
- French Troubadour (2009)
- L'Odyssée (2006)

CD 4 titres
- The Rye Room Sessions (2015)
- Le Pari (2013)
- 1+1=Freedom (2012)
- Portland Rendez-Vous (2010)
- Comme à la maison (2004)
- Paris Acte I, Scène 1 (2005)

Compilations
- L'Odyssée sur la compilation PDX Pop Now! 2007
- Une journée couleur pluie figure sur la compilation Indétendances de la Fnac (2010)
- Home! figure sur la compilation Home Grown de la radio KINK (2012)

## Collaborations artistiques
- Le rappeur Feniksi du Saïan Supa Crew chante sur deux chansons de l'album L'Odyssée d'Eric John Kaiser : Le Puzzle et Nos vies.
- L'artiste français Tété chante sur trois chansons de l'album French Troubadour d'Eric John Kaiser : French Troubadour, À l'ombre des étoiles et Natures mortes.
- Eric John Kaiser a participé en 2006 aux chœurs de l'album Robots après tout de Philippe Katerine.